# Божидар Љумовић
Божидар Љумовић Зуба (9. март 1951 — 13. септембар 2019) био је српски драматург и инжењер.

## Биографија
Завршио је Рударско-геолошки факултет. Љумовић је радио као инжењер у Институту за водопривреду „Јарослав Черни”.
Паралелно са студијама почео је да се бави позоришним радом при омладинском позоришту ДАДОВ. Позоришна дела су му извођена на више сцена.
У Омладинском позоришту ДАДОВ-у Београду изведена су му четири текста: Екс краљ и... (1971), Ако су живи лепо им је и данас (1972), Убиство Цезара и смрт (1973) и Стробограм (1978), за које је добио бројне награде на аматерским фестивалима и Мајску награду града Београда.
Био је Уметнички руководилац ДАДОВ-а. године 1973.
Народно позориште у Београду извело му је комедију Знам Дабли Фејса, а 1974. године на сцени Атељеа 212 постављена му је комедија Бон-тон.
У Камером театру 55 у Сарајеву 1977. године први пут му је постављена комедија Руцанте, изведена 273 пута и вишеструко награђивана. Комедија Руцанте је играна и на позоришним сценама Суботице и Беле Цркве, а 2015. године премијерно је изведена у ДАДОВ-у.

## Дела
- Обилић[1]
- Нека почне[1]
- Руцанте[1]
- Знам Далби фејса[2]
- Бонтон или како се понашати према особама супротног пола[3]